# Zamek w Ostrorogu

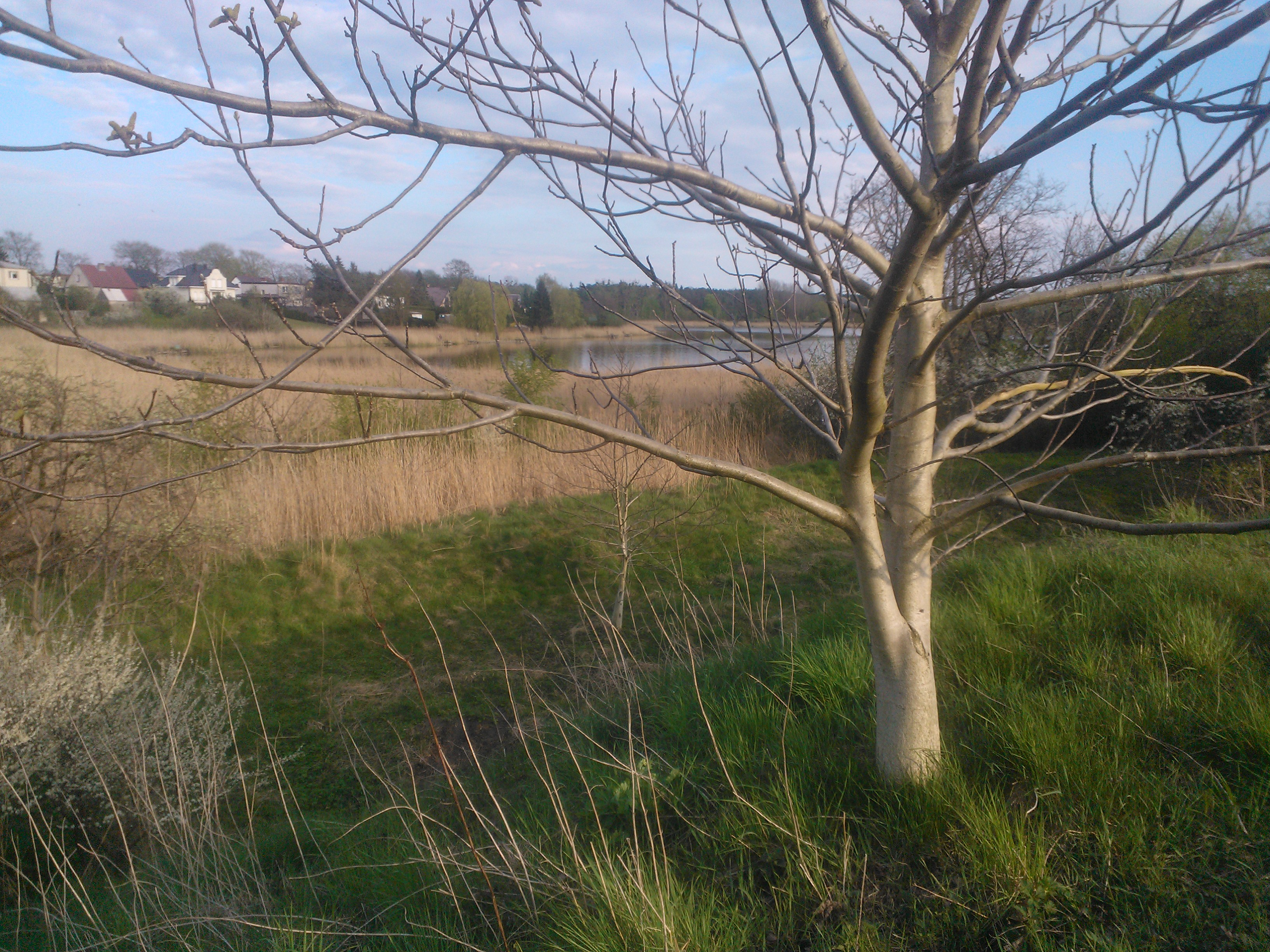
Ostroróg, widok na miasto z grodziska (dawne wzgórze zamkowe)

Zamek w Ostrorogu – zamek rodu Nałęczów z XIV wieku znajdował się na półwyspie (dawniej wyspie) Jeziora Wielkiego w mieście Ostroróg w województwie wielkopolskim. Obecnie częściowo zachowany w formie ruiny.
W 1383 roku wzmiankowany jako fortalicia należąca do kasztelana santockiego Dzierżka Grocholi z rodu Nałęczów, który obronił się całą noc i następny dzień przed wojskami Domarata z Pierzchna z rodu Grzymalitów. Zbudowany prawdopodobnie około połowy XIV wieku przez przodków Jana Ostroroga w miejscu wcześniejszego grodu. W 1504 roku wymieniono dom i dwór należący do Doroty z Wrześni, wdowy po Janie Ostrorogu. Po nim zamek odziedziczył jego syn Wacław Ostroróg. W 1494 roku wzmiankowano wrotnego zamkowego. W 1510 roku wzmiankowano wieżę zamkową (turris). Do 1636 roku zamek należał do Nałęczów Ostrorogów, a następnie do Potockich. W 1 połowie XVII wieku po pierwszej wojnie szwedzkiej uległ ruinie. W 1718 roku wzmiankowano trzy sklepy murowane z szyją. W XVIII wieku zamek przebudowano na browar, a w XIX wieku całkowicie rozebrano. 
Zachowały się mury fundamentów, ściany działowe pomieszczeń piwnicznych odsłonięte w 1961 podczas badań archeologicznych oraz nasyp ziemny i fosa. Ponowne badania w 1962, 1964 i 1958 roku prowadził J. Łopata.